# Divine Invitation
Divine Invitation è un album di raccolta del gruppo power metal finlandese Altaria, pubblicato nel 2007.

## Tracce
1. Fire & Ice
2. Unchain the Rain
3. Darkened Highlight
4. History of Times to Come
5. Try to Remember
6. Unicorn
7. Prophet of Pestilence
8. Ravenwing
9. Innocent
10. Final Warning
11. Keeper of Mystique
12. Ball & Chain
13. Fire & Ice (Demo 2001)
14. Innocent (Demo 2001)
15. Kingdom of the Night (Demo 2001)
16. Unicorn (Demo 2002)
17. History of Times to Come (Demo 2002)
18. Immortal Disorder (Demo 2002)
19. Emerald Eye (Demo 2002)